# Kula (Tuzla, BiH)
Kula je mjesna zajednica grada Tuzle.

## Zemljopisni položaj
Smještena je južno od rijeke Jale. Oko nje su Goli brijeg, Medenice, Vrapče, Zlokovac i Centar.

## Stanovništvo
Spada u urbano područje općine Tuzle. U njoj je 31. prosinca 2006. godine prema statističkim procjenama živjelo 1.500 stanovnika u 512 domaćinstava.